# كونسليت سيبيريوس
كونسليت سيبيريوس (من مواليد 20 مارس 1989)، ممثلة بوروندية بلجيكية، تنشط خاصةً في السينما والمسرح الفرنسي.

## حياتها
ولدت سيبيريوس في بوروندي في 20 مارس 1989.

## مسيرتها الفنية
تخرجت سيبيريوس في المعهد الملكي في مونس بشهادة جامعية في الفنون في 2012. ثم غنت في العديد من المسرحيات مثل: الفيلسوف والببغاء، هنا إليكترا!، انسياب الوميض 4، كسوف كُلي، جورج داندين في أفريقيا، ليموت من الحب، الشفقة: تاريخ المدفع الرشاش وأبناء الشمس. وهي من إخراج العديد من المخرجين البلجيكيين والأوروبيين المعروفين أمثال: دولورس أوسكاري، سو بلاكويل، آن ثوت، سيلين ديلبك، غاي ثيونيسن، بريجيت بايلو، فريديريك دوسين، ميلو راو وكريستوف سيرميت.
ترشحت سيبيريوس عن دورها في مسرحية "كُسوف كُلي"، لجائزة النقاد من فئة الأمل الأنثوي في 2014. في 2016، ظهرت لأول مرة في فيلم الطريق إلى إسطنبول للمخرج رشيد بوشارب. في 2018، شاركت في فيلم العائلة. في سبتمبر 2021، لعبت دوراً في مسرحية باتريشيا للكاتبة جينيفيف داماس، التي اقتبسها وأخرجها فريديريك دوسين.

## وصلات خارجية
- كونسليت سيبيريوس في قاعدة بيانات الأفلام على الإنترنت
- كونسليت سيبيريوس على موفي فيت